# Aloepi 1
Aloepi 1 is een mogelijk verlaten inheems dorp waar vooral mensen van het Triovolk hebben gewoond. Het ligt in het ressort Tapanahony in het uiterste zuiden van het Surinaamse district Sipaliwini, op 263 meter boven zeeniveau. Aloepi 1 is een tweelingdorp samen met Aloepi 2.
Affivisiti · Agaigoni · Ajokojokondre · Akani Pata · Aloepi 1 & 2 · Alopi · Antino · Antonio do Brinco · Apetina · Benanoe · Benzdorp · Clementi · Cottica · Draai · Drietabbetje · Gakaba · Godo-olo · Godoro · Granbori · Herminadorp · Intelewa · Kampoe · Kawemhakan · Koemakapan · Kontina · Lensidede · Maboga · Maisa Kampu · Manlobi · Moitaki · Monpoesoe · Nikie · Paloemeu · Peleloe Tepoe · Peruano · Poeketi · Poeloegoedoe · Ronaldo · Sajé · Tjon Tjon · Tutu Kampu · Wanfinga · Wehejok